# Eccleston (Merseyside)
Eccleston è un villaggio e parrocchia civile dell'Inghilterra, appartenente alla contea del Merseyside.